# Codex Apor
Le Codex Apor (en hongrois : Apor-kódex), est un recueil de manuscrits médiévaux publié par l’Institut de recherche de Transylvanie en édition fac-similé.

## Description
C'est un colligatum de 208 pages, mais 92 ont disparu et il n'en reste que 116, dont les 21 premières sont gravement endommagées. En raison des conditions de stockage dans l'humidité, d'autres pages sont également abimées. Il mesure 208 sur 140 millimètres.
L'ouvrage comprend une partie de la copie du XVe siècle de la traduction de la  Bible en hongrois par les moines hussites Tamás et Bálint, les Psaumes de David, ainsi que d'autres textes précieux pour l'histoire linguistique. Le plus ancien détenteur connu du codex est Péter Apor, auteur de Metamorphosis Transylvaniae (1736). Offert par la famille Apor, il entre en possession du musée de Sfântu Gheorghe en 1879, mais dans un état considérablement dégradé ; il est actuellement conservé au Musée national sicule. L'édition en fac-similé est précédée d'une introduction et publiée par l'universitaire Dénes Szabó (hu) (Codices Hungarici II., Kolozsvár, 1942), et contient des psaumes du Codex tchèque (cs).

## Sources
- Romániai magyar irodalmi lexikon: Szépirodalom, közírás, tudományos irodalom, művelődés I. (A–F). Főszerk. Balogh Edgár. Bucarest, Kriterion. 1981.
- Apor-kódex. 15. század első fele / 15. század vége és 1520 előtt. A nyelvemlék hasonmása és betűhű átirata bevezetéssel és jegyzetekkel. Közzéteszi: Haader Lea, Kocsis Réka, Korompay Klára és Szentgyörgyi Rudolf, Budapest, Sepsiszentgyörgy, Székely Nemzeti Múzeum, OSZK, ELTE Magyar Nyelvtudományi és Finnugor Intézet, 2014. (Régi magyar kódexek 33.) + DVD
- Codex Apor (MEK)
- Ancien Corpus Hongrois
- József Molnár - Györgyi Simon : Magyar nyelvemlékek. Budapest, 1976. 86–89.
- Apor-kódex. Ómagyar zsoltárok; sajtó alá rend., bev., jegyz. Korompay Klára; Balassi, Bp., 2021